# ارنست بروشه
ارنست بروشه (آلمانی: Ernst Brüche؛ زاده ۲۸ مارس ۱۹۰۰ درگذشته ۸ فوریهٔ ۱۹۸۵) یک فیزیک‌دان اهل آلمان بود.